# Anne Kursinski
Anne Kindig Kursinski (Pasadena, 16 de abril de 1959) é uma ginete estadunidense, especialista em saltos, medalhista olímpica. 

## Carreira
Anne Kursinski representou seu país nos Jogos Olímpicos de 1988, 1992 e 1996, na qual conquistou a medalha de prata nos salto por equipes em 1988 e 1996.